# Гильдебранд, Брор Эмиль
Брор Эмиль Хильдебранд (швед. Bror Emil Hildebrand; Пустой шаблон {{ВД-Преамбула}} ) — шведский археолог, нумизмат, директор музеев. С 1837 по 1879 год — хранитель древних памятников и секретарь Шведской королевской академии словесности. С 1847 был членом Шведской королевской академии наук, а с 1866 — членом Шведской академии. Основатель Исторического музея в Стокгольме. Учитель археолога Оскара Монтелиуса.

## Биография
Родился в коммуне Нюбру. В 1826 году стал магистром философии. В 1830 году получил пост преподавателя нумизматики в Лундском университете, одновременно изучал археологию в соседнем Копенгагене у Кристиана Юргенсена Томсена, под влиянием Томсона первым в Швеции стал использовать тернарную периодизацию доисторического периода в развитии человечества (каменный век — бронзовый век — железный век). Изучал англосаксонскую нумизматику, стал автором ряда каталогов и исследований по этой теме.
Переехал в Стокгольм, где был назначен в Королевский кабинет монет, через год стал доцентом в Академии наук и канцлером Национального архива при министре Хансе Йерте. В 1834—1840 годах ответственный редактор Королевского общества издания рукописей по истории Скандинавии (тома 19-24).
В 1837 году, после смерти Юхана Густава Лильегрена, стал национальным антикваром, секретарем Академии наук и доцентом Национального архива. В 1845—1847 гг. временно занимал должность государственного архивариуса. В 1847 году, под номером № 492, был избран членом Шведской королевской академии наук.
В 1864 году передал Национальному музею коллекции, которые послужили основой в создании Исторического музея.
Издал ряд работ в области нумизматики — «Numismata anglosaxonica» (1829 г.), «Upplysningar till Sveriges mynthistoria» (1831—1932), каталог англосаксонских монет «Myntkabinettet» (1846 г.).
В Швеции начал первые исследования в области сфрагистики. В 1846—1847 годах провёл первые раскопки королевских курганов в Старой Уппсале.

## Личная жизнь
В 1841 году женился на Анне Матильде Экекранц. Дети — историк культуры Ханс Олаф Гильдебранд, Альбин, Хильдемар, Эмиль и дочь Элизабет.